# Old Course de St Andrews

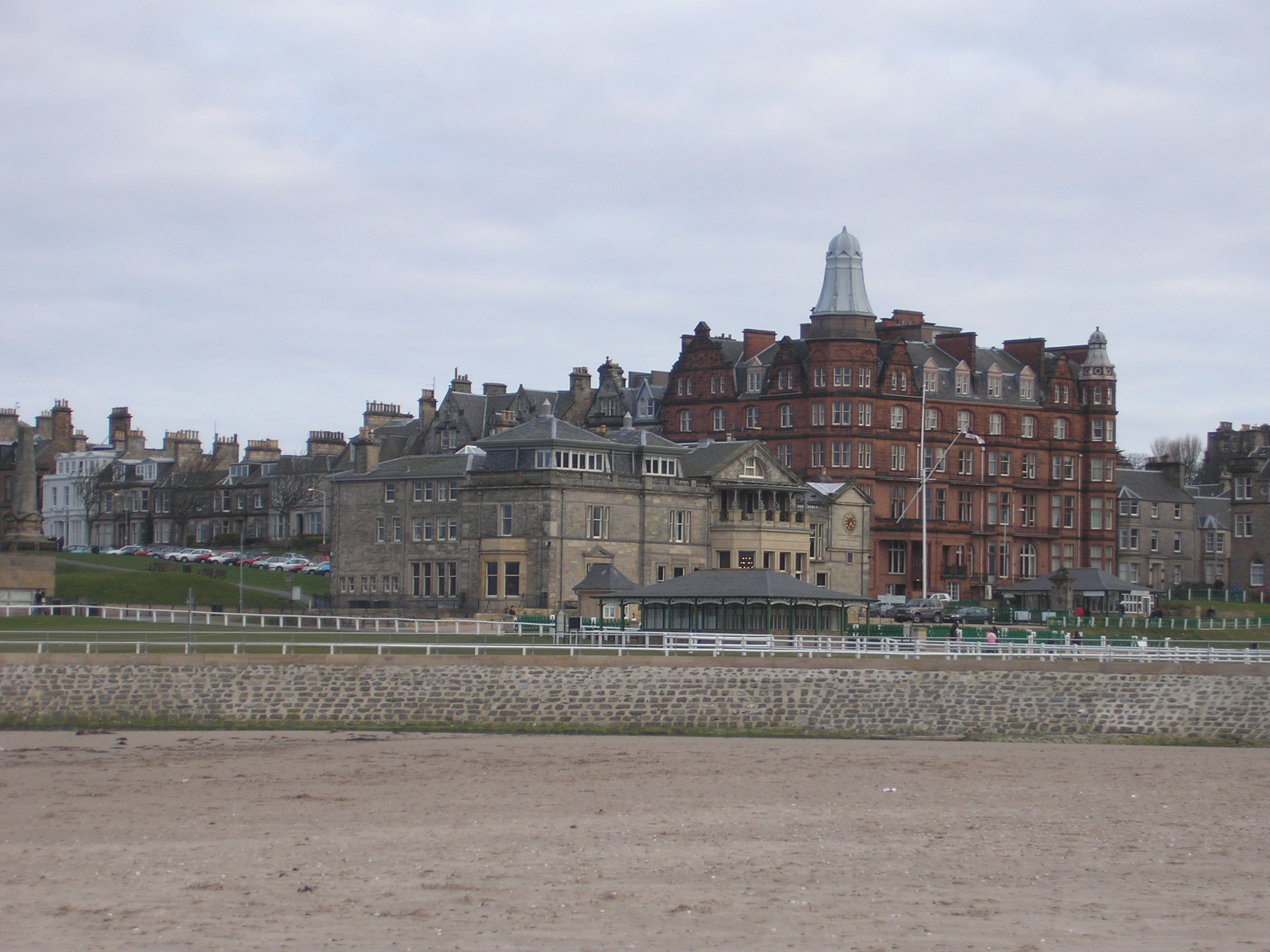
Old Course de St Andrews i edifici del R&A.

El Old Course de St Andrews és un dels camps de golf més antics del món i, probablement, el més antic dels que existeixen a Escòcia. L'Old Course és un recorregut de caràcter públic situat al poble de St Andrews, al comtat de Fife, i és dirigit per una entitat anomenada "The St Andrews Links Trust " sota supervisió del Parlament escocès.
La casa-camp del Royal and Ancient Golf Club of St Andrews (R&A) està situada prop de la sortida del forat 1, i encara que pugui semblar que el camp pertany al club, el cert és que existeixen diversos clubs que gaudeixen del privilegi de jugar en aquest camp.

## Història
No hi ha constància de quan es va començar a jugar a golf en els terrenys que avui formen l'Old Course. El primer document escrit que es té és una llicència concedida el 1552, que permetia a la comunitat criar conills en els links i "jugar al golf, futbol, schuteing ... i altres tipus de passatemps".
El primer registre del joc del golf en l'Old Course data de 1574, el que convertiria aquest camp en el cinquè links més antic dels situats a Escòcia. No obstant això, documents datats durant el regnat de Jaume IV d'Escòcia demostren que va comprar terrenys a St Andrews el 1506, només quatre anys després que adquirís altres terrenys a Perth, el que indicaria que l'Old Course és significativament més antic del que les proves escrites demostren.
En els seus començaments, l'Old Course tenia 12 forats, 10 dels quals eren jugats en ambdós sentits, fent per tant que el camp tingués un total de 22 forats. El 1764, els primers quatre forats es van ajuntar per formar només dos, deixant el nombre final de forats en 18. Amb el temps, aquest ha esdevingut el nombre estàndard de forats d'un camp de golf. L'actual configuració del camp es va realitzar el 1863, quan Tom Morris, Sr va separar el forat 1 del forat 17, quedant amb l'actual configuració de 7 forats dobles.
El recorregut ha evolucionat al llarg del temps. Originalment, es jugava sobre el mateix carrer tenint un nombre petit de forats. Alhora que l'interès en l'esport s'incrementava, el camp es va anar ampliant incloent un segon carrer, mentre que la mida dels greens es va augmentar i va escurçar el recorregut de dos forats.
El 2005, l'Old Course va ser considerat el millor recorregut fora dels Estats Units per la revista especialitzada Golf Digest.

## Característiques
Una de les característiques principals de l'Old Course són els seus immensos greens dobles, on set d'ells són compartits per dos forats diferents, de fet, només els forats 1, 9, 17 i 18 tenen un green únic. Una altra característica única és que el recorregut es pot fer en el sentit de les agulles del rellotge, o en sentit contrari. Actualment, el mètode usual de joc és en sentit contrari a les agulles del rellotge, encara que un dia a l'any es permet jugar en l'altre sentit. Originalment, el sentit de joc es canviava cada setmana per permetre que l'herba es recuperés millor. Un altre element diferenciador de l'Old Course és que es tanca els diumenges per permetre que el camp "descansi", de fet, el recorregut es transforma els diumenges en un enorme parc per al gaudi dels habitants del poble, on poden passejar, anar de pícnic o, simplement, gaudir del paisatge. Com a norma general, només està permès jugar al golf dos diumenges a l'any:
- L'últim dia del Dunhill Links Championship, un esdeveniment anual organitzat pel European Tour.
- El dia final de l'Open Britànic (sempre que s'organitzi en l'Old Course, és a dir, cada cinc anys aproximadament). Si guanyar l'Open Britànic és un gran èxit per a qualsevol golfista, guanyar-ho en St Andrews eleva aquest èxit al seu màxim nivell, degut, sobretot, a la llarga tradició del camp. Alguns dels millors golfistes de la història han guanyat a St Andrews: Tiger Woods (dues vegades), John Daly, Nick Faldo, Severiano Ballesteros o Jack Nicklaus (dues vegades), han estat alguns d'ells.

Els partits en diumenge també poden ocórrer quan el Old Course alberga un altre torneig com, per exemple, l'agost de 2007, quan va ser la seu de l'Open Britànic femení per primera vegada en la seva història (guanyat per Lorena Ochoa).